# Pontania nivalis
Pontania nivalis är en stekelart som beskrevs av Vikberg 1970. Pontania nivalis ingår i släktet Pontania, och familjen bladsteklar. Arten är reproducerande i Sverige.